# TIA/EIA-568-B
TIA/EIA-568-B - набір з трьох телекомунікаційних стандартів, випущених Асоціацією телекомунікаційної промисловості США в 2001 році, який замінив собою застарілий стандарт TIA/EIA-568-А . Ці стандарти описують побудову телекомунікаційних структурованих кабельних систем у будівлях.
Ці стандарти найбільш відомі за двома таблицями T568A і T568B, які описують з'єднання провідників кабелю типу «вита пара» (англ. twisted pair) з контактами роз'ємів 8P8C (які часто помилково називають RJ-45) при організації мережі Ethernet.

## Історія
TIA/EIA-568-B був розроблений зусиллями більш ніж 60 організацій, включаючи сприяння виробників, кінцевих користувачів і консультантів. Робота над стандартом почалася з Electronic Industries Alliance (EIA), організацією стандартів, для визначення стандартів для телекомунікаційних кабельних систем. EIA погодилися розробити набір стандартів, і був сформований комітет TR-42, з дев'ятьма виконавчими підкомітетами.
Перший приклад стандарту, TIA/EIA-568-A.1-1991 був випущений в 1991 році, і був оновлений в 1995 році. Вимоги, що пред'являлися до комерційних кабельних систем різко зросли за цей період у зв'язку з розповсюдженням персональних комп'ютерів і мереж передачі даних та досягненнями в галузі цих технологій. Розвиток високопродуктивних кабелів (витої пари) і популяризації оптоволоконних кабелів також сприяв значним змінам до стандартів, які врешті були замінені теперішнім стандартом TIA/EIA-568-B.

## Мета
TIA/EIA-568-B визначає стандарти структурованого кабелювання, які дозволять розробку та впровадження структурованих кабельних систем для комерційних будівель, а також між будівлями на території студентського містечка. Основна частина стандартів визначає типи кабелів, відстані, з'єднувачі, архітектуру кабельних систем і експлуатаційні характеристики, вимоги до встановлення кабелів і методи тестування вже встановлених кабелів. Основний стандарт, TIA/EIA-568-B.1 визначає загальні вимоги, у той час як -568-B.2 фокусується на компонентах збалансованих кабельних систем витої пари і -568-В.3 визначає компоненти оптоволоконних кабельних систем.
Метою цих стандартів є забезпечення рекомендованої практики для проектування та монтажу кабельних систем, які будуть підтримувати широкий спектр існуючих і майбутніх послуг. Розробники сподіваються, що стандарти забезпечать більше десяти років тривалості життя комерційних кабельних систем. Ці зусилля були в цілому успішними, про що свідчить визначення кабельних систем категорії 5 у 1991 році, кабельного стандарту, який в основному задовольняє вимоги для кабелів 1000BASE-T, і був випущений в 1999 році. Таким чином, можна сказати, що процес стандартизації забезпечив щонайменше дев'ять років тривалості життя для кабельних систем приміщень, а, можливо, і більше.

## Таблиці T568

### Прямий (англ.straight through) кабель
При з'єднанні кінцевого обладнання Ethernet (такого як комп'ютер, мережевий принтер) з комутаційним обладнанням (хаб/комутатор/маршрутизатор) обидва кінці кабелю обжимаються однаково (т. зв. прямий кабель). Стандарт рекомендує для горизонтальних з'єднань використовувати таблицю T568A, хоча на практиці ця рекомендація часто порушується.
Варіант по стандарту EIA/TIA-568A:
| 1 | =    |  |  |  | =    | 1 зелено-білий      |
| 2 | ==== |  |  |  | ==== | 2 зелений           |
| 3 | =    |  |  |  | =    | 3 помаранчево-білий |
| 4 | ==== |  |  |  | ==== | 4 синій             |
| 5 | =    |  |  |  | =    | 5 синьо-білий       |
| 6 | ==== |  |  |  | ==== | 6 помаранчевий      |
| 7 | =    |  |  |  | =    | 7 коричнево-білий   |
| 8 | ==== |  |  |  | ==== | 8 коричневий        |

і по стандарту EIA/TIA-568B:
| 1 | =    |  |  |  | =    | 1 помаранчево-білий |
| 2 | ==== |  |  |  | ==== | 2 помаранчевий      |
| 3 | =    |  |  |  | =    | 3 зелено-білий      |
| 4 | ==== |  |  |  | ==== | 4 синій             |
| 5 | =    |  |  |  | =    | 5 синьо-білий       |
| 6 | ==== |  |  |  | ==== | 6 зелений           |
| 7 | =    |  |  |  | =    | 7 коричнево-білий   |
| 8 | ==== |  |  |  | ==== | 8 коричневий        |

### Перехресний (англ.crossover) кабель
Використання прямого кабелю розраховане на те, що один (і тільки один) з кінців кабелю приєднаний до порту комутатора, і перехрещення сигнальних ліній Rx (прийом, англ. receive) і Tx (передача, англ. transmit) виконано всередині порту. При безпосередньому з'єднанні між собою двох екземплярів мережного обладнання (наприклад, двох комп'ютерів або двох хабів) необхідно використовувати спеціальний, т. зв. Перехресний, кабель (англ. crossover). У такого кабелю перехрещення ліній Rx і Tx виконується при обтиску одного з кінців кабелю.
Так як таблиці T568A і T568B відрізняються один від одного тим, що в них переставлені місцями пари 2 і 3, для виготовлення перехресного кабелю для мережі 10BASE-T і 100BASE-T досить обжати один кінець кабелю по одній таблиці, а інший кінець - за іншою.
Слід пам'ятати, що пристрої, що підтримують стандарт 1000BASE-T, передають дані по всіх чотирьох парах кабелю, причому по кожній парі сигнал передається відразу в обох напрямках, і кадри промарковані особливим чином, що виключає невірну їх збірку пристроєм одержувача. Тому будь-який кінець кабелю, призначеного для роботи з будь-якими пристроями 1000BASE-T, будь то комутатори або вузли, може бути обтиснутий з будь-якої наведеної схемою.

#### Для швидкості 100 мегабіт/с
| 1 | =    |  |  |  | =    | 1 |
| 2 | ==== |  |  |  | ==== | 2 |
| 3 | =    |  |  |  | =    | 3 |
| 4 | ==== |  |  |  | ==== | 4 |
| 5 | =    |  |  |  | =    | 5 |
| 6 | ==== |  |  |  | ==== | 6 |
| 7 | =    |  |  |  | =    | 7 |
| 8 | ==== |  |  |  | ==== | 8 |

#### Для швидкості 1 гігабіт/с
| 1 | =    |  |  |  | =    | 1 |
| 2 | ==== |  |  |  | ==== | 2 |
| 3 | =    |  |  |  | =    | 3 |
| 4 | ==== |  |  |  | =    | 4 |
| 5 | =    |  |  |  | ==== | 5 |
| 6 | ==== |  |  |  | ==== | 6 |
| 7 | =    |  |  |  | ==== | 7 |
| 8 | ==== |  |  |  | =    | 8 |

Майже всі сучасні пристрої Ethernet здатні автоматично визначати тип (прямий чи перехресного) підключеного кабелю і підлаштовуватися під нього. Ця функція називається Auto-MDIX. Проте досі поширені пристрої, які не підтримують розпізнавання типу кабелю - звичайно це мережеві адаптери і маршрутизатори. Тому для забезпечення універсальності використання кабелю можна рекомендувати кросовий обжим кабелю (один кінець за таблицею T568B, а інший T568A): пристрої, що підтримують Auto-MDIX і 1000BASE-T, автоматично визначать вірну розкладку, а пристрої, що не підтримують Auto-MDIX, отримають потрібний їм для роботи перехресний кабель.
Винятком з цієї рекомендації є ситуація з використанням пристроїв, що підтримують стандарт PoE | Power over Ethernet. Для таких пристроїв живлення подається по контактах 4-5 і 7-8 (синя і коричнева пара). У цьому випадку використання перехресного кабелю призведе до виходу з ладу пристрою та / або джерела його живлення. Тому синю і коричневу пару перехрещувати не можна, та й необов'язково: у пристроях, що підтримують стандарти 10BASE-T і 100BASE-TX виводи цих пар з'єднані через резистори з контактом захисного заземлення і в обміні даними не беруть участь, а пристрої стандарту 1000BASE-T самі визначають вірну розкладку кабелю.